# Mesene croceella
Mesene croceella is een vlindersoort uit de familie van de prachtvlinders (Riodinidae), onderfamilie Riodininae.
Mesene croceella werd in 1865 beschreven door H. Bates.